# Andrew Ng
Andrew Yan-Tak Ng (1976, en chino: 吳恩達) es un profesor asociado en el departamento de Ciencias de la Computación y del departamento de Ingeniería Electrónica por cortesía de la Universidad de Stanford, y trabaja como director del laboratorio de Inteligencia Artificial en Stanford.  Es también el cofundador de Coursera, la plataforma de educación en línea, junto con Daphne Koller.
Sus investigaciones se centran en la Inteligencia Artificial, Machine Learning (Aprendizaje Automático), y Deep Learning (Aprendizaje Profundo).  Algunos de sus proyectos incluyen el Helicóptero Autónomo de Stanford, el cual es uno de los más avanzados helicópteros autónomos en el mundo, y STAIR (STanford Artificial Intelligence Robot) (Robot de Inteligencia Artificial de Stanford), el cual derivó a ROS, una famosa plataforma opensource de robótica.  
Ng es también autor o coautor de más de 100 artículos sobre Machine Learning, robótica y otros temas relacionados, y algunos de sus trabajos en Computer Vision (Visión Artificial) han sido ampliamente reconocidos.

## Investigaciones en Machine Learning
En el 2011, Ng fundó el proyecto Google Brain en Google, el cual desarrolla una red neuronal a gran escala usando la infraestructura de computación distribuida de Google.
Entre otros de sus hechos notables está una red neuronal entrenada usando algoritmos de aprendizaje profundo en 16.000 núcleos de CPU, los cuales aprendieron a reconocer conceptos de alto nivel, como gatos, solo con ver videos en YouTube, y sin haber sido programados para saber qué es un "gato".

Esta tecnología también es usada en el reconocimiento de voz de Android.

## Educación En Línea
Ng comenzó el programa Stanford Engineering Everywhere (SEE), el cual en 2008, dispuso una serie de cursos de Stanford online, para su visión gratuita.  Ng enseñó uno de los cursos, Machine Learning, el cual consistía de videos de las clases de Ng, junto con otro material de la clase de Stanford CS229.
La versión "aplicada" de la clase de Stanford (CS229a) fue alojada en ml-class.org y comenzó en octubre del 2011, con más de 100.000 estudiantes registrados en primera instancia; el curso presentaba acertijos y trabajos de programación que eran evaluados. Esta clase se convirtió en uno de los primeros Cursos Abiertos En línea Masivos por un profesor de Stanford.  Lo cual llevó a fundar la plataforma Coursera en el 2012.

## Vida personal
Ng nació en el Reino Unido en 1976 y vivió en Hong Kong y Singapur. Se graduó en la institución Raffles en Singapur en la promoción de 1992. Y recibió su licenciatura en Ciencias de la Computación por la Universidad Carnegie Mellon en Pittsburgh, Pensilvania en la clase de 1997. Entonces cursó su máster del Instituto Tecnológico de Massachusetts en Boston en la clase de 1998 y recibió su Doctorado de la Universidad de California en Berkeley en el 2002. Comenzó a trabajar en la Universidad de Stanford durante el mismo año; actualmente reside en Palo Alto, California.